# Paramelisa dollmani
Paramelisa dollmani là một loài bướm đêm thuộc phân họ Arctiinae, họ Erebidae.